# Namibia
Namibia er et land, der ligger i den sydligste del af Afrika. Det har grænse med Angola, Zambia, Botswana og Sydafrika.

## Historie
Namibia var tidligere kendt som Tysk Sydvestafrika og var en af de tyske kolonier på det afrikanske kontinent.
Efter at tyske kolonister var kommet til Namibia i slutningen af 1800-tallet, var gnidningerne mellem tyskerne og specielt Hererofolket eskaleret, og den tyske udnyttelse af hereroerne, et nomadefolk med store kvægflokke, som vandrede rundt mellem Angola og det nuværende Namibia for at finde græsningsarealer, resulterede i 1904 i, at hereroerne gjorde voldeligt oprør. De første par dage af oprøret blev mere end 150 tyskere dræbt. Typisk for oprøret var, at hereroerne gik uden om hollændere, briter og missionærhuse. De gik kun specifikt efter tyskere. Efter at tyskerne havde fået en mindre hær sendt hjemme fra Tyskland, begyndte de at trænge hereroerne tilbage. De ca. 6000 soldater var under ledelse af den hårde generalløjtnant von Trotha. Ved "slaget ved Waterberg" i 1905 blev de resterende stammekrigere og deres familier omringet af de ca. 2000 tyske kommandosoldater, som deltog i slaget. Selv om der var et størrelsesforhold mellem de to hære på 3:1 til hereroernes fordel, lykkedes det tyskerne at presse dem ud i ørkenen bag plateauet. Von Trotha lagde ved starten af slaget en jernring om plateauet, men undlod at lukke ringen, så der var en flugtmulighed ud i ørkenen. Da hereroerne var flygtet, blev tyske tropper sendt ud for at forgifte vandhuller og dræbe de overlevende, der måtte være tilbage. Den hårde tørstende rejse gennem ørkenen udryddede næsten hererofolket, som til sidst nåede ind på britisk territorium, hvor de fik asyl mod ikke at fortsætte kampen.
I 1985 klassificerede en FN-kommission om beskyttelsen af menneskerettigheder i den såkaldte Whitaker Report efterspillet på hererooprøret som et forsøg på at udrydde herero- og namaquafolkene fra Sydvestafrika, og derfor som et af de tidligste forsøg på folkedrab i det 20. århundrede. Den tyske regering anerkendte og undskyldte for begivenhederne i 2004 
Sydafrika besatte Tysk Sydvestafrika under 1. verdenskrig. Efter 2. verdenskrig annekteredes territoriet af Sydafrika. I 1966 begyndte SWAPO-guerillaen en selvstændighedskrig for området, men Sydafrika anerkendte ikke selvstændigheden før 1988, da FN havde fremlagt en fredsplan for hele regionen. Formelt blev Namibia selvstændigt den 21. marts 1990, hvorefter man afholdt demokratiske valg.
Landet har således en tysksproget minoritet på cirka 1% af befolkningen.[kilde mangler]

## Politik
Det namibiske statsoverhoved er præsidenten, som vælges for en periode af fem år. Regeringschefen er statsministeren, der (sammen med regeringen) udnævnes af præsidenten.
Namibias tokammerparlament består af nationalrådet (26 repræsentanter, 2 fra hver af regionerne, som bliver valgt for en periode af 6 år) og nationalforsamlingen med 78 repræsentanter (valgt for 5 år), 6 af disse er valgt af præsidenten og har ikke stemmeret.
Nationalforsamlingen er den lovgivende magt, med nationalrådet i en mere rådgivende stilling.
Grundloven fra 1990 indeholder som en af de første afsnit angående miljøbeskyttelse.
Den dømmende magt er højesteret, hvis medlemmer bliver valgt af præsidenten efter anbefaling fra den juridiske kommission.

## Geografi

### Administrativ inddeling
Namibia er delt ind i 13 regioner:
Regionerne er:
1. Caprivi-striben
2. Erongo
3. Hardap
4. Karas
5. Okavango
6. Khomas
7. Kunene
8. Ohangwena
9. Omaheke
10. Omusati
11. Oshana
12. Oshikoto
13. Otjozondjupa

## Økonomi
Namibias økonomi baserer sig på udvinding af mineraler til eksport. Minedriften står for 20 % af BNP. Namibia er verdens femtestørste producent af uran. Namibia er også verdensførende i diamantudvinding. Desuden udvindes store mængder bly, zink, sølv og wolfram.
Den største næringsvej er jordbrug (omtrent halvdelen af befolkningen). Selv om Namibia har et BNP, som er fem gange højere end de fattigste lande i Afrika, lever de fleste af Namibias indbyggere i fattigdom på grund af stor arbejdsløshed, en skæv fordeling af indtægterne og de mange indtægter, som går til udlændinge. Turismen er i stigning, som led i den almindelige stigning til oversøiske turistdestinationer. Ikke mindst tyske turister besøger landet, pga. den korte, men højprofilære tyske koloniperiode. Den namibiske økonomi er knyttet tæt sammen med den sydafrikanske.

## Demografi
Størstedelen af befolkningen er sort, Ovambo-stammen er den største og udgør ca. halvdelen af befolkningen. Det er større grupper af San- og Nama-folk, hvis udseende er meget forskellige fra, hvad der sædvanligvis opfattes som "sort". Den hvide befolkning i landet (ca. 6 %) er hovedsagelig af tysk oprindelse.
Mens administrationssproget er engelsk, taler størstedelen af befolkningen enten afrikaans (cirka 10% af hele befolkningen) eller tysk (cirka 1 % af befolkningen).[kilde mangler] En række indfødte sprog er også i brug, selv om de i modsætning til de førstnævnte ikke har officiel status. Kristendommen er den største religion. De fleste namibiere er protestanter.
Namibia har verdens næstmindste befolkningstæthed 2,6 pr. km².

## Infrastruktur
Namibia har et nationalt flyselskab kaldet Air Namibia.

## Kultur
Namibia er har ikke en ensartet befolkning. Et af Namibias folkeslag, himbaerne, udskiller sig mest ved, at kvinderne indsmører sig i gedefedt, som er opblandet med en rød jordart. Derfor fremstår kvinderne helt røde. De gifte kvinder bærer på hovedet nogle gedeører som symbol på deres status.
I Ovamboland er klædedragten en helt anden – her har kvinderne ladet sig inspirere af deres europæiske besættere. Kvinderne bærer farvestrålende, mønstrede stoffer, som er draperet rundt om dem, og på hovedet bærer de en form for hat, der er udspidset til hver side.
Derudover findes der også buskmænd i det sydlige af Namibia i Kalahari-ørkenen. Dette folk er blandt klodens laveste og har et helt specielt sprog med kliklyde.